# No Time for Nuts
No Time for Nuts' é um curta metragem de animação 3D da Blue Sky Studios estrelando Scrat lançado em 21 de novembro de 2006 no lançamento do DVD de Ice Age: The Meltdown. Foi nomeado para o Óscar de melhor curta metragem animado em 2007.